# Аварийный радиобуй

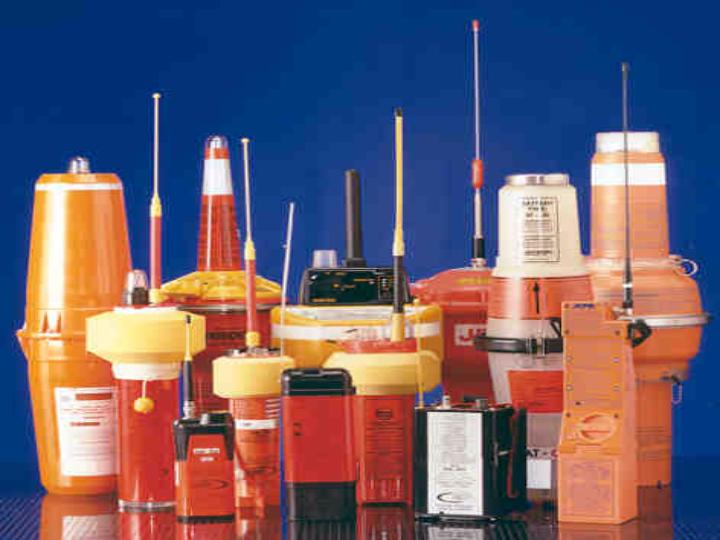
Аварийные радиобуи первого поколения

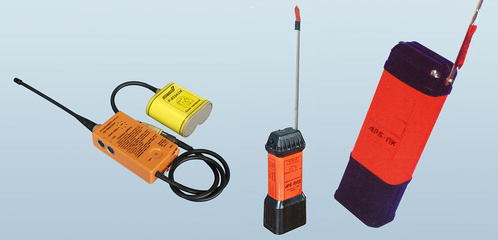
Авиационные аварийные радиомаяки

Морской аварийный радиобуй и авиационный аварийный радиомаяк (англ. EPIRB, Emergency Position Indicating Radio Beacon) — передатчики для подачи сигнала бедствия и пеленгации поисково-спасательными силами терпящих бедствие плавсредств, летательных аппаратов (англ. ELТ, emergency locator transmitter) и людей (PLT, Personal locator transmitter) на суше и на море. Аварийные радиобуи являются обязательным компонентом ГМССБ.
Морской аварийный радиобуй обычно хранится в двустворчатом контейнере,  закрепленном на одной из верхних палуб судна так, чтобы над ним ничего не было мешающего всплытию. Половинки контейнера скреплены чекой с баростатом, который перерубает чеку на глубине 6—7 метров при затоплении гибнущего судна. Под действием плоской выталкивающей пружины в контейнере радиобуй выталкивается наружу, а внешняя створка контейнера отбрасывается. Распрямляется сложенная вдвое гибкая антенна радиобуя, и буй, обладающий положительной плавучестью, всплывает на поверхность. Одновременно с этим вода (неважно — морская или пресная) замыкает 2 контакта в нижней части буя, в результате чего буй получает команду начала передачи сигналов бедствия.
Есть возможность и ручного приведения радиобуя в действие: для этого надо, выдернув чеку, достать буй из контейнера, и включить его с помощью влагозащищенного выключателя на верхней его части, после чего его можно оставить на судне, либо взять в спасательную шлюпку, либо бросить в воду. Радиобуй оснащается штатно проблесковым маячком белого цвета, современные радиобуи имеют влагозащищенный датчик освещённости, позволяющий экономить батареи отключением его в дневное время. Также каждый радиобуй программируется (обычно через влагозащищенный IR-порт): вносится имя судна, его номер и многое другое.
Существует 1-минутная задержка на начало передачи сигнала бедствия, до этого сигнал передается в тестовом режиме (этот режим используется для проверки работоспособности буя специальным тестером.) После этого буй начинает подавать сигнал бедствия в штатном режиме, а наземные службы спасения обязаны отреагировать на этот сигнал.
Не существует способа отмены посланного сигнала бедствия посредством радиобуя, выключение или пропадание сигнала не отменяет поданный сигнал.

## Сравнительная таблица и типология аварийных радиобуёв
| Система                            | ELT / PLT (121,5 МГц)                                                                                         | EPIRВ (406 МГц) | DSC—EPIRB       | SART             | INMARSAT—E*                         |
| Время обнаружения сигнала бедствия | от нескольких часов до суток, ненадёжно                                                                       | несколько часов | немедленно      | -                | 3 минуты                            |
| Дополнительно                      | - | стробоскоп, GPS | GPS, SART       | -                | GPS, SART, стробоскоп               |
| Идентификация                      | не предусмотрена                                                                                              | да              | да              | не предусмотрена | да                                  |
| Сообщение вида бедствия            | нет | да              | да              | нет              | да                                  |
| Покрытие                           | КОСПАС-САРСАТ (с 1 февраля 2009 года прекращена обработка сигналов ELT, работающих на частотах 121,5/243 МГц) | КОСПАС-САРСАТ   | Прибрежные воды | -                | с 1.12.2006 эксплуатация прекращена |